# Vulcano

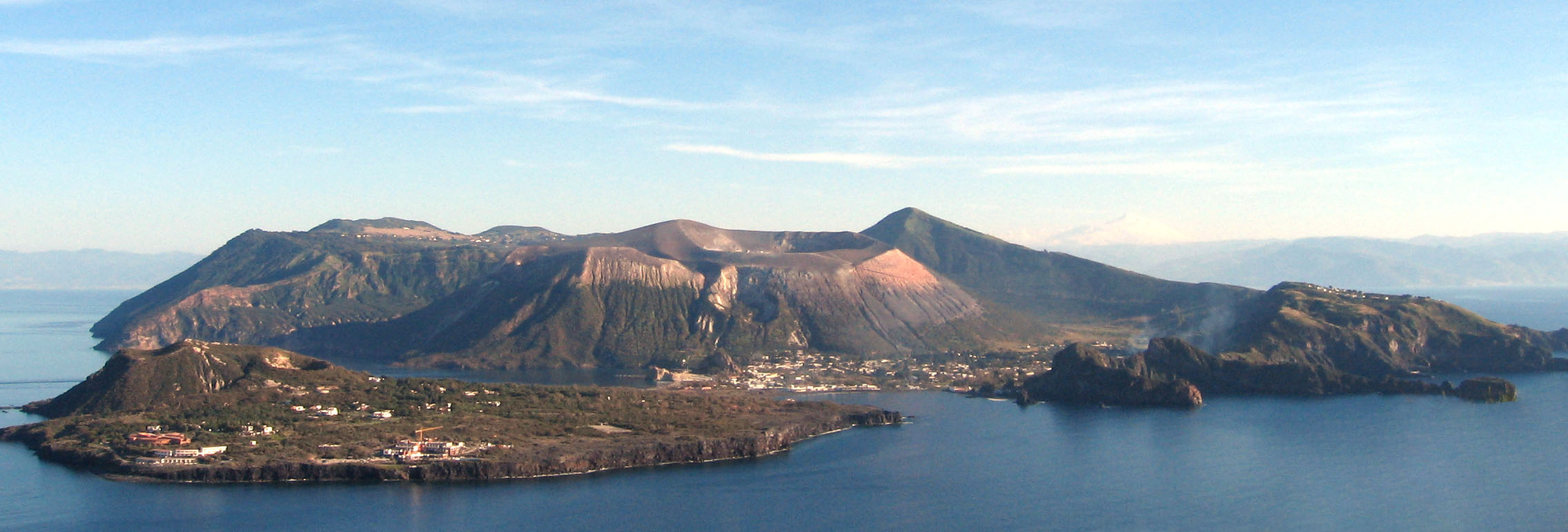
Wyspa widziana z Lipari

Vulcano – wyspa wulkaniczna na Morzu Tyrreńskim, najbardziej na południe wysunięta w archipelagu Wysp Liparyjskich. Wchodzi w skład terytorium Włoch. Zajmuje powierzchnię 21 km², a zamieszkuje ją około 700 mieszkańców (2001 r.).

## Geografia
Vulcano jest zbudowana z trzech nakładających się na siebie centrów wulkanicznych. Na południu są to stare stratowulkany: Monte Aria (500 m), Monte Saraceno (481 m) i Monte Luccia (188 m), które częściowo się zapadły tworząc kalderę II piano.
Centrum i północną część wyspy zajmuje wulkan Fossa z kraterem Gran Cratere, w którym nadal czynne są fumarole, a na zachodzie z kraterem Lentia. Pierwszy zapis o działalności wulkanicznej wyspy pochodzi od Tukidydesa z końca V wieku p.n.e. Silna erupcja odnotowana była w 2. połowie IV wieku p.n.e. Aktywność wulkaniczna miała tu miejsce także w następnych stuleciach. W 1771 miał miejsce m.in. wypływ ryolitowego obsydianu. Ostatnia erupcja miała miejsce w latach 1888–1890. Rozpoczęła się od wyrzucenia bloków materiału zamykającego stary komin wulkaniczny. W miarę rozwoju erupcji wyrzucana była świeża lawa w postaci bloków, bomb wulkanicznych i popiołu. Eksplozje o różnej sile przedzielone były okresami spokoju, trwającymi od kilku minut do kilku dni. Nie było ani wypiętrzenia lawy, ani jej potoków. Ten typ erupcji wulkanicznej nazwano typem wulkaniańskim.
Na północnym skraju wyspy znajduje się wulkan Vulcanello (123 m), który wyłonił się z morza podczas erupcji w 183 r. p.n.e. i dopiero stopniowo połączył się z główną wyspą. Sporadyczne jego erupcje trwały aż do 1550.

## Historia
W starożytnych czasach wyspa zwana była Termessa lub Terrasia. Po rozszerzeniu się kultu boga ognia i kowali Hefajstosa nazwano ją Hierà, ponieważ uważano, że bóg ten mieszka tam z Cyklopami. Grecy uważali, że na tej wyspie mieszka władca wiatrów Eol (Aeolus). Od niego pochodzi też inna (dawna) nazwa Wysp Liparyjskich – Eoliańskie. Z kolei Rzymianie nazwali wyspę Vulcano, uważając ją za komin kuźni boga ognia Wulkana (Vulcanusa), przy czym wyspa rosła, jak wierzyli, dzięki okresowemu oczyszczaniu paleniska kuźni. Trzęsienia ziemi towarzyszące erupcjom uważane były za zjawiska powodowane przez wykuwanie przez Wulkana broni dla boga Marsa i jego armii.
Już Rzymianie wydobywali na wyspie ałun oraz siarkę.
W XIX wieku generał Alessandro Nunziante zorganizował na wyspie współczesną eksploatację tych surowców. W kopalni siarki pracowali skazańcy. Po upadku rządów Burbonów w Królestwie Obojga Sycylii w 1860, Szkot James Stevenson zakupił północną część wyspy, ponownie otworzył kopalnie i założył winnice oraz sady drzew owocowych i fig. Mieszkał na wyspie aż do wielkiej erupcji wulkanicznej w 1888. Wtedy sprzedał ludności lokalnej swoją posiadłość i nigdy już nie powrócił na wyspę. Erupcje 1888-1890 ostatecznie wszystko zniszczyły i dopiero po II wojnie światowej wyspa ponownie zaczęła się zaludniać.
Obecnie podstawą gospodarki wyspy jest turystyka.